# Hongdu He
Hongdu He (kinesiska: 洪渡河) är ett vattendrag i Kina. Det ligger i provinsen Guizhou, i den sydvästra delen av landet, omkring 310 kilometer nordost om provinshuvudstaden Guiyang.
Genomsnittlig årsnederbörd är 1 524 millimeter. Den regnigaste månaden är maj, med i genomsnitt 262 mm nederbörd, och den torraste är december, med 21 mm nederbörd.